# Garango (département)
Cet article concerne le département et la commune urbaine. Pour la ville chef-lieu, voir Garango.
Garango est un département et une commune urbaine de la province du Boulgou, situé dans la région du Centre-Est au Burkina Faso.

## Géographie

### Démographie
Le département comptait
- 73 679 habitants en 2006[2],[3].
- 91 158 habitants en 2019[1].

### Villes et villages
Le département et la commune urbaine de Garango est administrativement composé d'une ville chef-lieu (données de population consolidées issues du recensement général de 2006) :
- Garango, également chef-lieu de la province, subdivisée en sept secteurs urbains totalisant 35 015 habitants :

- Secteur 1 (4 101 habitants)
- Secteur 2 (3 966 habitants)
- Secteur 3 (3 479 habitants)
- Secteur 4 (7 537 habitants)
- Secteur 5 (4 430 habitants)
- Secteur 6 (3 642 habitants)
- Secteur 7 (7 860 habitants)

et de vingt villages ruraux depuis 2012 (quatorze villages en 2006) totalisant 38 664 habitants  :
- Bangoula (2 390 habitants)
- Belgué (636 habitants)
- Dissiam (3 289 habitants)
- Gogoma (556 habitants)
- Golinga (400 habitants estimés en 2012, rattaché à Lergho en 2006)
- Gotinga (200 habitants estimés en 2012, rattaché à Lergho en 2006)
- Kombinatenga (1 549 habitants)
- Lergho (805 habitants estimés en 2012, ou 4 155 habitants avec les six autres villages encore rattachés en 2006)
- Ouarégou (9 775 habitants)
- Ouarégou-Peulh (62 habitants)
- Porêta (250 habitants estimés en 2012, rattaché à Lergho en 2006)
- Sanogho (4 312 habitants)
- Sanogho-Peulh (100 habitants)
- Siguinvoussé (815 habitants)
- Torla (4 059 habitants)
- Yaza (800 habitants estimés en 2012, rattaché à Lergho en 2006)
- Zangoula (1 100 habitants estimés en 2012, rattaché à Lergho en 2006)
- Zépa (600 habitants estimés en 2012, rattaché à Lergho en 2006)
- Zigla-Koulpélé (4 001 habitants)
- Zigla-Polacé (2 965 habitants)

## Administration

### Jumelages
Depuis 1974, le département et la commune de Garango est associé avec les départements et communes de Boussouma, Komtoèga et Niaogho dans un jumelage avec la commune de Laval (Mayenne) en France.

## Santé et éducation
Le département possède un centre médical avec antenne chirurgicale (CMA) à Garango, sept centres de santé et de promotion sociale (CSPS) à Lergho, dans le quartier de Magourou (à Garango), Ouarégou, Sanogho, Torla, Zigla-Koulpélé et Zigla-Polacé ainsi que deux dispensaires isolés à Garango et dans le quartier de Tangaré.